# ونسسلائو فرناندس فلورس
ونسسلائو فرناندس فلورس (اسپانیایی: Wenceslao Fernández Flórez‎؛ ‏ ۱۲ ژانویهٔ ۱۸۸۵ – ۲۹ آوریل ۱۹۶۴) روزنامه‌نگار، فیلم‌نامه‌نویس، و نویسنده اهل اسپانیا بود که در ۱۴ مه ۱۹۴۵ به کرسی «S» آکادمی سلطنتی زبان اسپانیایی دست یافت.
از فیلم‌ها یا مجموعه‌های تلویزیونی که وی در آن‌ها نقش داشته است، می‌توان به مردی که می‌خواست خود را بکشد اشاره نمود.